# 달서선사관
달서선사관은 대한민국 대구 달서구 조암로에 위치한 대구광역시의 복합문화전시관이다. 달서구의 선사시대 유적인 월성동 유적을 중심으로 다양한 선사시대 유물을 전시하기 위해 구성된 공간이다. 다양한 체험 교육 프로그램을 통해 방문객들이 역사와 문화를 체험할 수 있는 공간으로 운영되고 있다.

## 역사
2006년 달서구 월성동의 대규모 택지개발 중 아파트 공사 현장에서 구석기 유물인 긁개와 망치돌 등 1만 3,184점이 발굴되었으며, 이를 바탕으로 대구 2만년의 역사를 돌아보고, 선사시대 유물의 가치를 재조명하고자 달서선사관이 설립되었다.
2015년 8월 최초로 달서선사관 건립 계획이 수립되었다. 이후 총 사업비 165억 원을 들여 2018년부터 공사를 시작했으며, 2020년부터 2021년까지 건축 설계 공모와 전시콘텐츠 용역을 거친 후, 2021년 3월 착공에 들어가 1년 후인 2022년 10월 준공되었다.
2024년, 총 사업비 7억 원을 투입하여 달서선사관 내부에 디지털선사관을 개소하였다.

## 시설
면적 1,899㎡, 연면적 4,842㎡의 규모를 자랑하며 6층 건물의 1층과 2층에 자리 잡고 있다. (건물의 3~5층은 달서구 청소년문화의집이 들어서 있다.)
1층에는 달서구에서 발굴된 흑요석, 갈판, 간돌검, 입석 등 구석기 시대부터 청동기 시대에 이르는 다양한 유물들이 도구 생산, 공동생활 등 4가지 주제로 복원되어 전시된다. 청동기 시대의 제단으로 추정되는 진천동 입석을 복제하여 전시하고 있으며, 안내 로봇이 해설을 제공하고 관람객을 돕는다.
2층은 선사시대 생활 체험 공간으로 구성되어 있다. 블록을 이용한 움막 짓기, 콩주머니와 모형 창을 이용한 동물 사냥, 토기 복원 등 다양한 체험 활동을 통해 관람객들이 선사시대의 생활 방식을 직접 경험할 수 있도록 하고 있다.
2024년 개소한 달서디지털선사관은 몰입공간, 지식공간, 체험공간으로 구성되어 있다.
몰입공간에서는 아나몰픽 디지털 기술을 적용한 미디어월이 설치되어, 관람객들이 3D 영상으로 대구의 2만 년 역사를 담은 다양한 유물을 감상할 수 있다.
지식공간에는 현재 국립대구박물관에 소장되어 있어 직접 볼 수 없는 달서구의 유물과 유적 20종을 홀로그램 기법으로 재현한 공간이다. 360도 회전하는 유물을 3D 형식으로 감상할 수 있다.
체험공간에서는 총 5종의 영상 콘텐츠가 상영되며, 영상을 통해 간접적으로 선사시대의 생활을 체험할 수 있다.

## 교통
대중교통 이용 시, 지하철 1호선 진천역 4번 출구에서 도보로 20분 거리에 위치하며, 버스는 달서 4번 및 달서 4-1번을 이용해 한샘청동공원 앞에서 하차하면 된다.